# 20号加利福尼亚州州道
20号加利福尼亚州州道（California State Route 20）是一条东西走向的加利福尼亚州州级公路，西起布拉格堡接1号加利福尼亚州州道（CA 1），东至埃米格蘭特加普接80号州际公路（I-80），全长340.991公里。